# Svarthättad skogssångare
Svarthättad skogssångare (Myiothlypis nigrocristata) är en fågel i familjen skogssångare inom ordningen tättingar.

## Utseende och läte
Svarthättad skogssångare är en liten och gul skogssångare. Ovanssidan är olivgrön, undersidan ljusare gul, med tydligt gult ögonbrynsstreck och svart på hjässans mitt. Könen är lika. Sången består av en accelererande serie med melodiska tjippande ljud.

## Utbredning och systematik
Fågeln förekommer i Anderna från Colombia till norra Venezuela, Ecuador och norra Peru. Den behandlas som monotypisk, det vill säga att den inte delas in i några underarter.

## Levnadssätt
Svarthättad skogssångare hittas i undervegetation i bergsbelägna skogar och buskmarker från 2500 till 3500 meters höjd. Den ses i par som födosöker lågt, ofta som en del av kringvandrande artblandade flockar. Den kan vara svår att få syn på och avslöjar sig ofta först genom sången.

## Status och hot
Arten har ett stort utbredningsområde, men tros minska i antal, dock inte tillräckligt kraftigt för att den ska betraktas som hotad. Internationella naturvårdsunionen IUCN listar arten som livskraftig (LC).